# Ож (Крез)
Ож (фр. Auge) насеље је и општина у централној Француској у региону Лимузен, у департману Крез која припада префектури Обисон.
По подацима из 2011. године у општини је живело 104 становника, а густина насељености је износила 10,43 становника/km². Општина се простире на површини од 9,97 km². Налази се на средњој надморској висини од 360 метара (максималној 453 m, а минималној 372 m).

## Демографија
| 1962. | 1968. | 1975. | 1982. | 1990. | 1999. | 2011. |
| ----- | ----- | ----- | ----- | ----- | ----- | ----- |
| 178   | 205   | 149   | 131   | 124   | 109   | 104   |

График промене броја становника у току последњих година